# Joe King (guitarrista)
Joe King (Rochester, 25 de maio de 1980) é um guitarrista, compositor e backing vocal. Ele é co-fundador da banda de rock The Fray.